# Flexionsparadigma
Flexionsparadigma (auch: Wortparadigma) umfasst alle faktisch realisierten, von der jeweiligen Sprache grammatisch vorgesehenen Wortformen eines Lexems. Das Paradigma gilt als Abstraktion gefüllter Paradigmen der Lemmata einer gleichen Wortart. Die Menge der Formen eines Wortes in einem Paradigma bilden gemeinsam ein Deklinations- oder ein Konjugationsmuster. In den indogermanischen Sprachen werden für viele grammatische Kategorien nicht unterschiedliche Wortformen gebildet.

## Beispiel aus der deutschen Sprache
| Kasus     | Singular             | Plural       |
| --------- | -------------------- | ------------ |
| Nominativ | [der] Baum           | [die] Bäume  |
| Genitiv   | [des] Baums / Baumes | [der] Bäume  |
| Dativ     | [dem] Baum / Baume   | [den] Bäumen |
| Akkusativ | [den] Baum           | [die] Bäume  |

Das neuhochdeutsche Lexem Baum besitzt ein Flexionsparadigma mit acht Flexionsformen und sechs verschiedenen Wortformen, von denen zwei Varianten (Doppelformen im Gen. Sg. und Dat. Sg.) sind. Von diesen sind nur die Wortformen Baums und Baumes (Genitiv Singular), Baume (Variante des Dativs Singular) und Bäumen (Dativ Plural) grammatisch eindeutig. Eine solche grammatische Unterbestimmtheit der Wortformen wird Synkretismus genannt.

## Die flektierbaren Wortarten des Deutschen
- Substantive: flektierbar gemäß Kasus und Numerus
- Pronomina: flektierbar gemäß Kasus, Numerus und Genus
- Artikel: flektierbar gemäß Kasus, Numerus und Genus
- Adjektive: flektierbar gemäß Kasus, Numerus, Genus, und komparierbar
- Verben: flektierbar gemäß Person, Numerus, Modus, Tempus und Diathese[2]

## Flexionsklasse
Als Flexionsklasse fasst man alle Wortstämme zusammen, welche nach demselben Schema eines Paradigmas flektieren. Eine Flexionsklasse besitzt also dieselbe Füllung eines Paradigmas. So besitzt das Deutsche zum Beispiel ein Paradigma für Substantive, dieses kann jedoch auf acht verschiedene Weisen gefüllt werden. Wir haben also acht verschiedene Flexionsklassen für Substantive.

## Substantivparadigmen
Das Substantivparadigma im Deutschen enthält acht Positionen. Vier für die vier Kasus im Singular und vier für die im Plural. In jedem Paradigma gibt es hierbei sogenannte Synkretismen (Zusammenfall von Formen). Im Folgenden sind die acht Flexionsklassen der Substantive im Deutschen aufgelistet:
| m, n      | Singular | Plural |
| --------- | -------- | ------ |
| Nominativ | –        | e      |
| Genitiv   | es       | e      |
| Dativ     | –        | en     |
| Akkusativ | –        | e      |

| m, n      | Singular | Plural |
| --------- | -------- | ------ |
| Nominativ | –        | en     |
| Genitiv   | es       | en     |
| Dativ     | –        | en     |
| Akkusativ | –        | en     |

| m         | Singular | Plural |
| --------- | -------- | ------ |
| Nominativ | –        | en     |
| Genitiv   | en       | en     |
| Dativ     | en       | en     |
| Akkusativ | en       | en     |

| m, n      | Singular | Plural |
| --------- | -------- | ------ |
| Nominativ | –        | er     |
| Genitiv   | es       | er     |
| Dativ     | –        | ern    |
| Akkusativ | –        | er     |

| m, n      | Singular | Plural |
| --------- | -------- | ------ |
| Nominativ | –        | s      |
| Genitiv   | s        | s      |
| Dativ     | –        | s      |
| Akkusativ | –        | s      |

| f         | Singular | Plural |
| --------- | -------- | ------ |
| Nominativ | –        | s      |
| Genitiv   | –        | s      |
| Dativ     | –        | s      |
| Akkusativ | –        | s      |

| f         | Singular | Plural |
| --------- | -------- | ------ |
| Nominativ | –        | en     |
| Genitiv   | –        | en     |
| Dativ     | –        | en     |
| Akkusativ | –        | en     |

| f         | Singular | Plural |
| --------- | -------- | ------ |
| Nominativ | –        | e      |
| Genitiv   | –        | e      |
| Dativ     | –        | en     |
| Akkusativ | –        | e      |